# Marton László (szobrász)
Marton László (Tapolca, Zala vármegye, 1925. november 5. – Budapest, 2008. október 5.) Kossuth- és Munkácsy Mihály-díjas szobrászművész, érdemes és kiváló művész.
Másfélszáz köztéri alkotása található országszerte, egyedül Budapesten is negyvennél több. Marton László a XX. századi magyar szobrászat egyik legjelentősebb alkotója volt.

## Életpályája

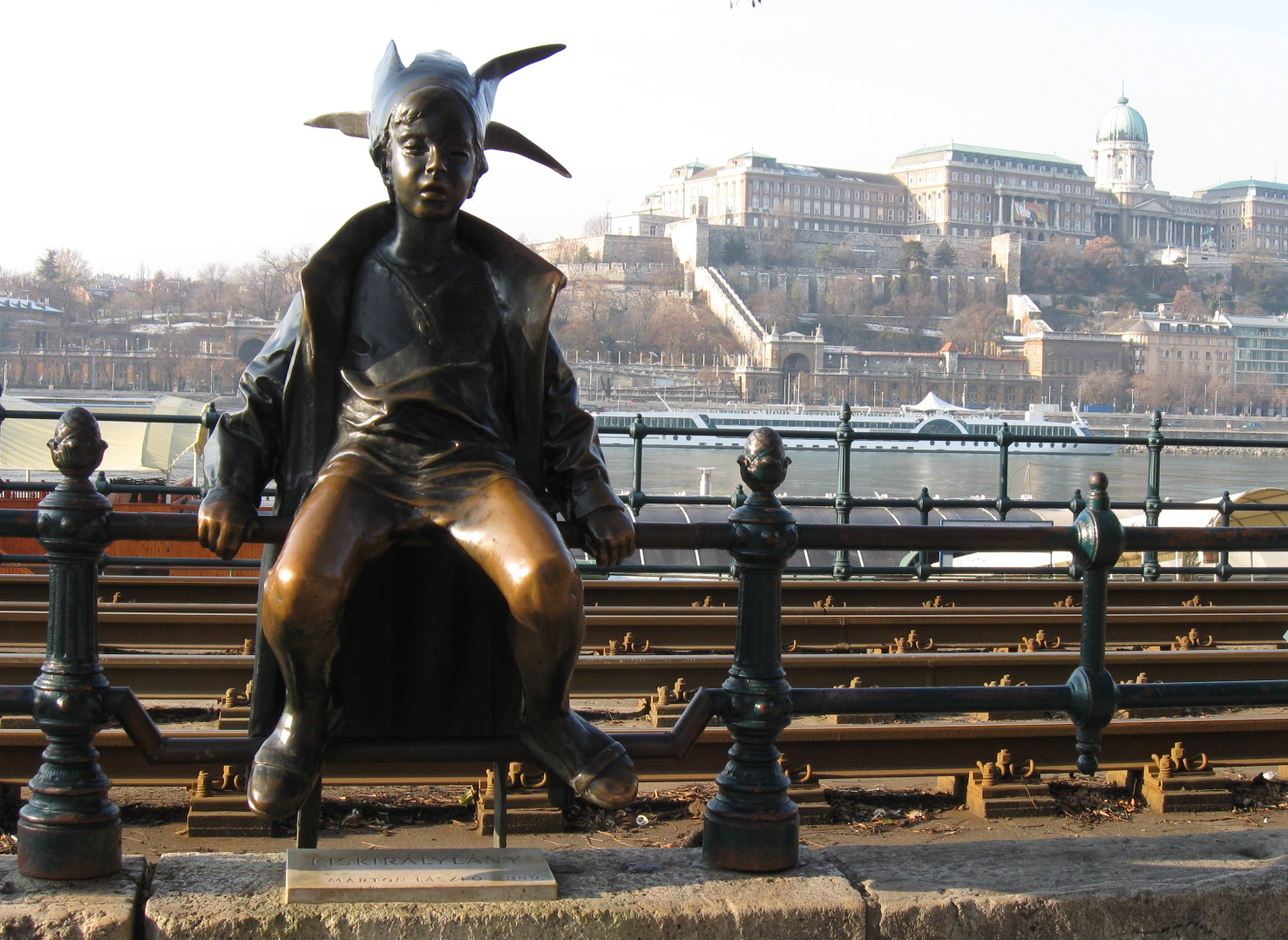
A Kiskirálylány (1990) bronzszobor a budapesti Dunakorzón, hátterében a Budavári Palota

Szobrásztehetsége már korán megmutatkozott, holott a környezetében nem éltek művészemberek. Ferenczy Béni és Fülöp Elemér tanácsára Pestre ment tanulni Zala megye ösztöndíjával, 1940–1946-ban a Magyar Iparművészeti Iskolán folytatott tanulmányokat, majd 1946-tól 1952-ig a Magyar Képzőművészeti Főiskola szobrász szakán képezte magát, mesterei Pátzay Pál és Ferenczy Béni voltak, de a két szobrász mellett mesterének vallotta Bernáth Aurélt és Szőnyi Istvánt is.
Kora ifjúságától csak a szobrászatnak élt. Termékeny, sokat foglalkoztatott alkotó volt, akit mind hazai, mind nemzetközi szinten elismertek. Halála után a budapesti Szent István-bazilikában búcsúztatták, majd Szigligeten helyezték örök nyugalomra. Mellszobrát a hévízi Deák téren, 2011. május 3-án avatták fel, azóta a város galériája is a nevét viseli.

## Ars poeticája
„A jó művészi produktum önmagáért beszél. Sugárzása van, lebilincsel, nehéz tőle megszabadulni. Mindezt tudva, abban a reményben dolgozom, hogy nekem is sikerül az utókorra egy pár jó munkámat hátrahagyni. Biztos vagyok abban, hogy az idő csak azt menti meg, aminek vonzó ereje van. Az olyan munka, ami taszít, az elveszik” – írta a honlapján olvasható ars poeticában Marton László.

## Munkássága
Alkotásai kezdettől fogva a figurális szobrászat hagyományaihoz kapcsolódnak. Korai munkái erőteljes, vaskos, élettől duzzadó alakok, a későbbiekben egyre inkább a kisplasztika stílusa felé hajló lágyabb, érzékletesebb és erőteljesen expresszív formában mintáz, példák erre Kisfaludy Sándor emlékére c. szobra 1976-ból, Nagy bánat c. szobra 1977-ből, József Attila szobra 1980-ból, s a híres Kiskirálylány (1990), aminek eredeti kisplasztikája 1972-ben készült legidősebb lányáról, Évikéről.
Egyes rekonstrukciós munkái egészen kiemelkedőek, művészi alázatról, mások művészetének megbecsüléséről szólnak, példa erre ifj. Vastagh György Görgei Artúr lovasszobrának rekonstrukciója a Budai várban.
Első közismert szobrát, a Pásztorfiút tizenhét évesen készítette. Sok ismert magyar személyiséget szoborba formázott, köztük Áchim L. András, Bartók Béla, Damjanich János, Dózsa György, Egry József, Görgei Artúr, Hunyadi János, József Attila, Kempelen Farkas, Kodály Zoltán, Kossuth Lajos, Kölcsey Ferenc, Liszt Ferenc, Nagy Imre, Széchenyi István, Antall József, Babits Mihály, Batsányi János.
Művei megtalálhatók a Magyar Nemzeti Galériában, több más magyar közgyűjteményben, külföldön többek között a walesi herceg és a japán császár gyűjteményében, de a világ számos országában is öregbítette Magyarország hírnevét: Párizsban, Londonban, Berlinben, Antwerpenben, a Vatikánban, Zágrábban, s Kubában is.
Talán legismertebb szobra a Kiskirálylány, ami nemcsak a budapesti Duna-parti Dunakorzón, de Tokióban és szülővárosában, Tapolcán is ott üldögél papírkoronájával.

## Kiállításai

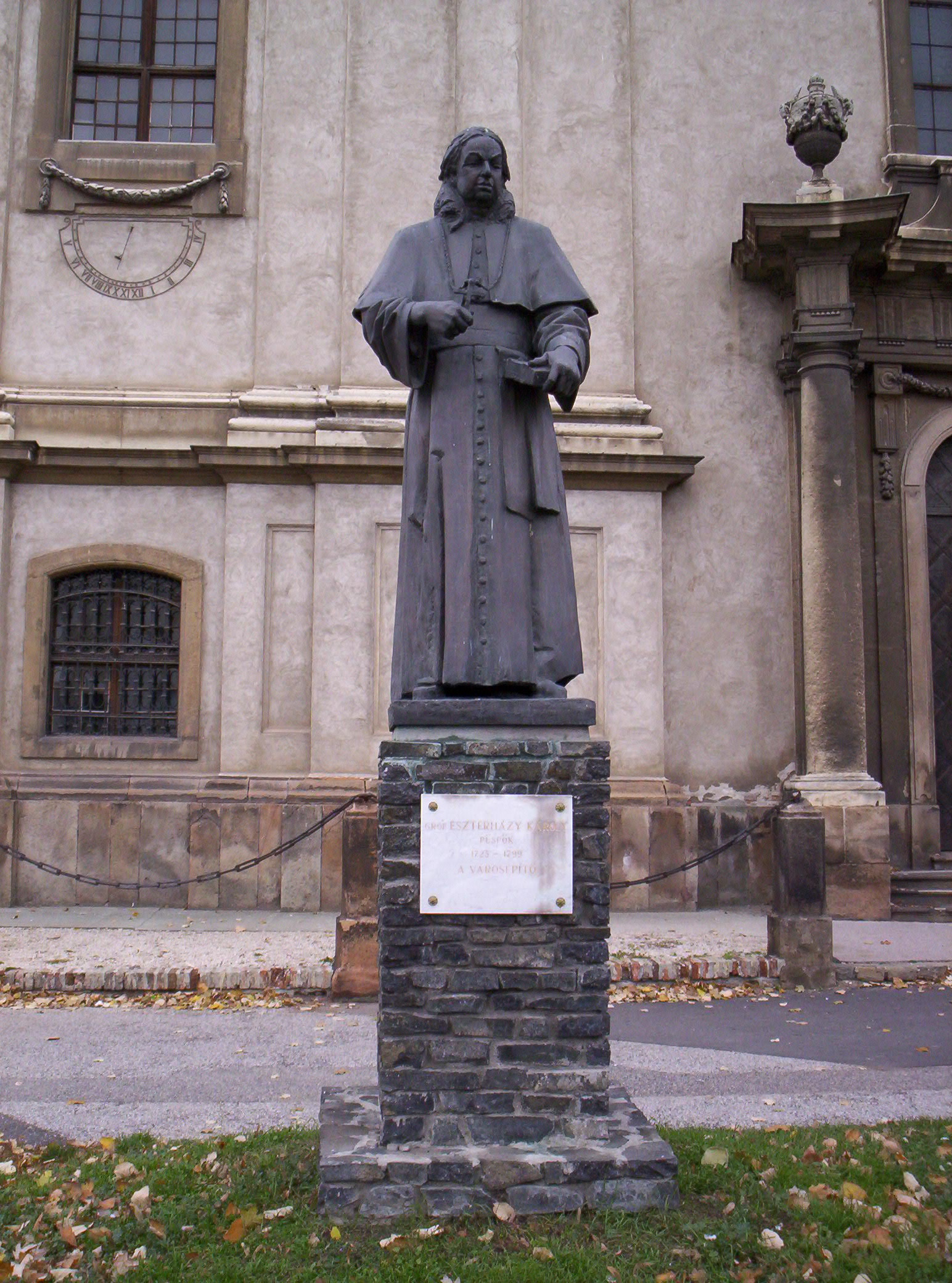
Eszterházy Károly püspök (2000), Pápa

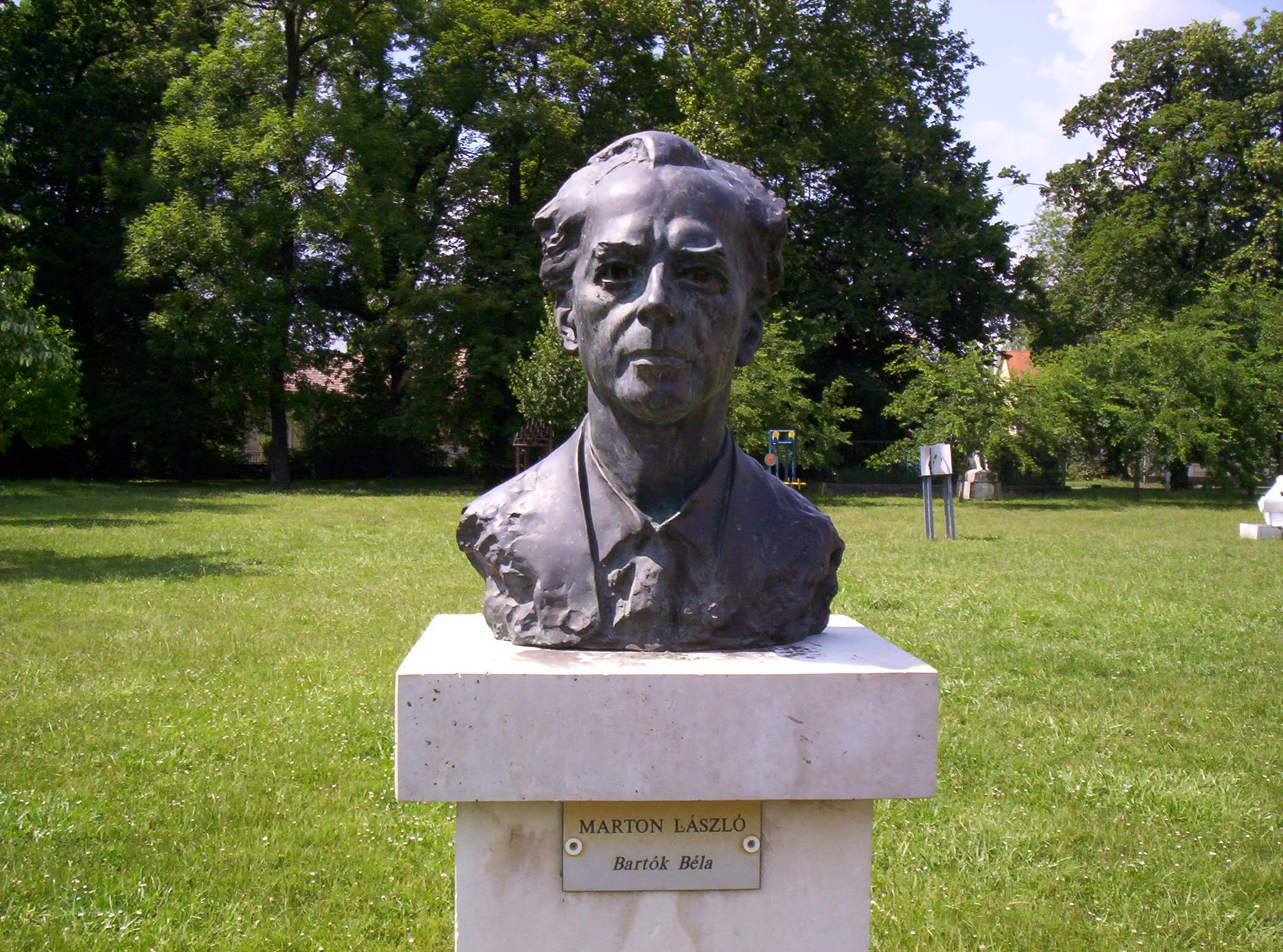
Bartók Béla (1988), Pápa

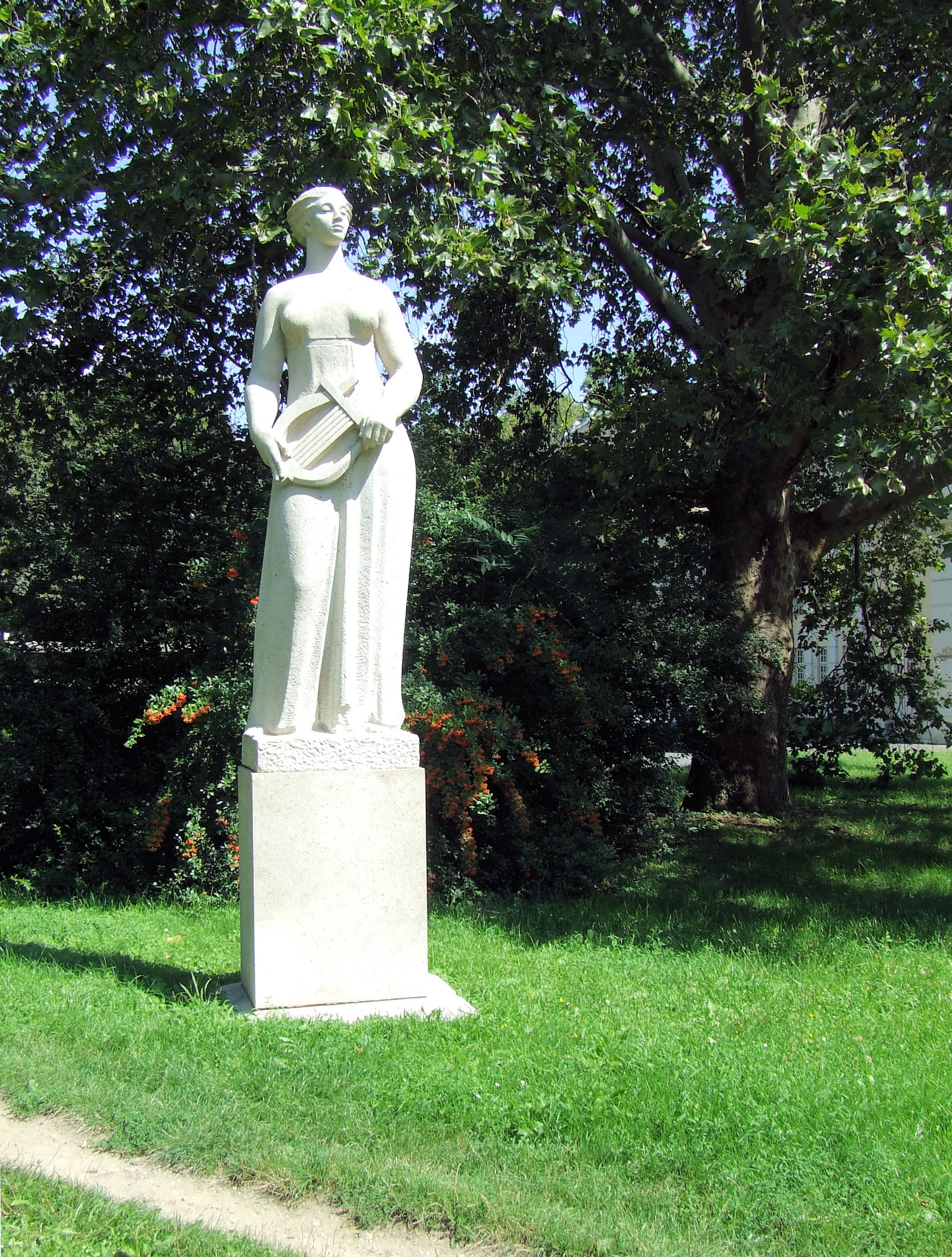
Nő lírával (1963), Kaposvár

### Egyéni kiállításai (válogatás)
- 1952 Fényes Adolf Terem, Budapest (László Gyulával)
- 1959 Kamaratárlat, Műcsarnok, Budapest
- 1967 Műcsarnok, Budapest, Plovdiv, Szófia
- 1970 Művelődési Ház, Zalaegerszeg
- 1972 Műcsarnok, Budapest
- 1973 Művelődési Ház, Mezőtúr
- 1976 Szocialista elkötelezettség a szobrászatban Kalló Viktorral, Ifjúsági Ház, Zalaegerszeg
- 1977 Bakony Múzeum, Veszprém; Termál Szálló, Hévíz; Batsányi Művelődési Ház, Tapolca
- 1978 Magyar Nemzeti Galéria, Budapest
- 1979 Fővárosi Szabadtéri Galéria, Vas u. 15.
- 1980 Tihanyi Múzeum, Tihany
- 1981 Szilády Galéria, Kiskunhalas
- 1983 Galerie Marktschlösschen, Halle, Senlis
- 1984 Balatoni Múzeum, Keszthely
- 1986 Budapest Galéria, Budapest, Budapest
- 1988 Hevesi Sándor Művelődési Központ, Nagykanizsa
- 1993 Thermál Szálló, Hévíz
- 1994 Marton Galéria, Szigliget (állandó), Hévíz, Sümeg
- 1995 Hilton Szálló, Dominikánus kerengő, Ockley, Surrey (GB), Mestermű Galéria, Veszprém
- 1996 Bank Center Galéria, Budapest; Városi Könyvtár, Balassagyarmat; Bank of Ireland, Dublin
- 2000 Japán vándorkiállítás Tokió; Niigata; Tocsigi; Nagano; Sizuoka; Gunma.
- 2001 Pforzheim, Németország
- 2002 Klovicevi Galéria, Horvátország

### Csoportos kiállításai (válogatás)
- 1950 Ifjúsági képző- és iparművészeti kiállítás, Nemzeti Szalon, Budapest
- 1951 Fiatal művészek diplomamunkái, Magyar Képzőművészeti Főiskola, Budapest
- 1952 Tavaszi tárlat a Műcsarnokban, Műcsarnok, Budapest
- 1955 Képzőművészetünk tíz éve, Műcsarnok, Budapest
- 1957 Ifjúsági kiállítás, Nemzeti Szalon, Budapest, III. Miskolci Országos kiállítás, Miskolc
- 1958 Balaton, Bakony a képzőművészetben, Vegyipari Egyetem, Veszprém
- 1959 Képzőművészeti Biennálé, Moszkva, Grand Palais, Világkiállítás, Brüsszel
- 1960 Képzőművészetünk a felszabadulás után, Magyar Nemzeti Galéria, Budapest
- 1962 Ungarische Kunst, Magyar Intézet, Berlin
- 1969 X. Miskolci Országos Képzőművészeti kiállítás, Miskolc
- 1970 Lenin alakja a magyar szobrászatban, Magyar Nemzeti Galéria, Budapest, Magyar képzőművészeti kiállítás, Varsó
- 1971 III. Országos Kisplasztikai Biennálé, Pécs
- 1975 Jubileumi Képzőművészeti kiállítás, Műcsarnok, Budapest
- 1985 Negyven év köztéri szobrai, Műcsarnok, Budapest, Ungarische Kunst, Unter der Linden, Berlin
- 1986 Liszt Ferenc Művelődési Központ, Sopron
- 1988 Tavaszi Tárlat, Műcsarnok, Budapest, Utak ("Érmek, festmények, grafika, kisplasztika 1986-1987") c. kiállítás.
- 1998 Hercegek mint mecénások a reneszánsztól napjainkig, Walesi Nemzeti Galéria

### Állandó kiállítások
- 1988 tapolcai városi múzeum – állandó kamara kiállítás[4]
- 1998 Marton Galéria nyitása Tapolcán, a tóparton[4]

2000 az állandó kiállítás megnyitása – Emlékmúzeumként is működik
- 1992 Marton Studió Galéria a művész budapesti műtermében[4] és
- 1992 Marton Galéria a művész szigligeti galériájában[4]

## Alkotásai

### Köztéren (válogatás)
- 1952 Táncsics, bronz, Orosháza

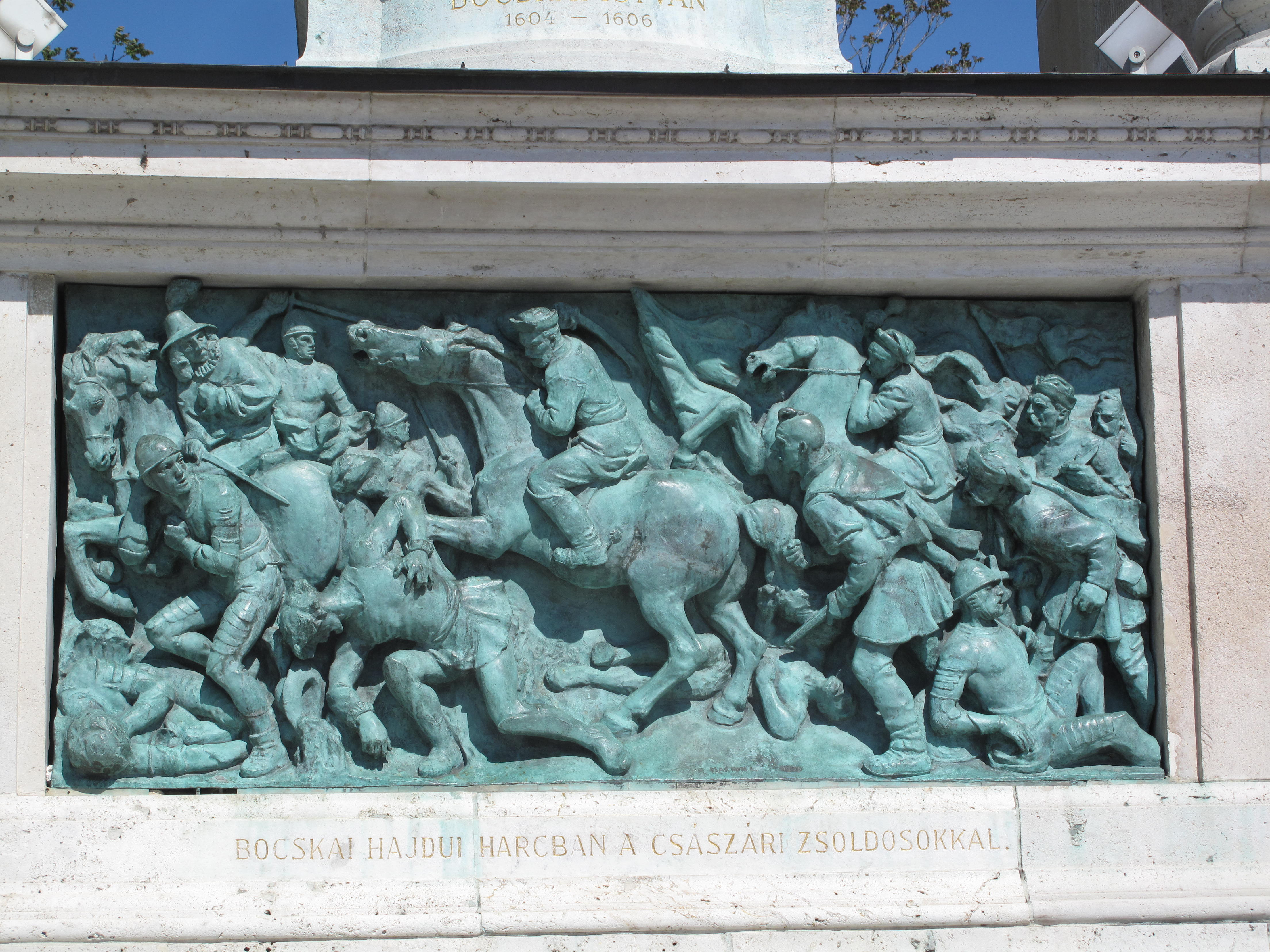
Bocskai István hajdúi harcban a császári zsoldosokkal

- 1953 domborművek, mészkő, Dunaújváros, Vasvári Pál Iskola
- 1953 Bocskai-dombormű, bronz, Budapest, Millenniumi emlékmű
- 1954 Játszó gyermekek (mészkő, Budapest XI. ker., Budafoki út, textilgyári óvoda
- 1954 Kossuth Lajos (mészkő portré, Budapest XXI. ker., Kossuth Lajos u., Gépipari Technikum
- 1955 Traktorosok, mészkő, Debrecen, Mezőgazdasági Akadémia
- 1955 Tanítónő, terrakotta, Tapolca, Általános Iskola

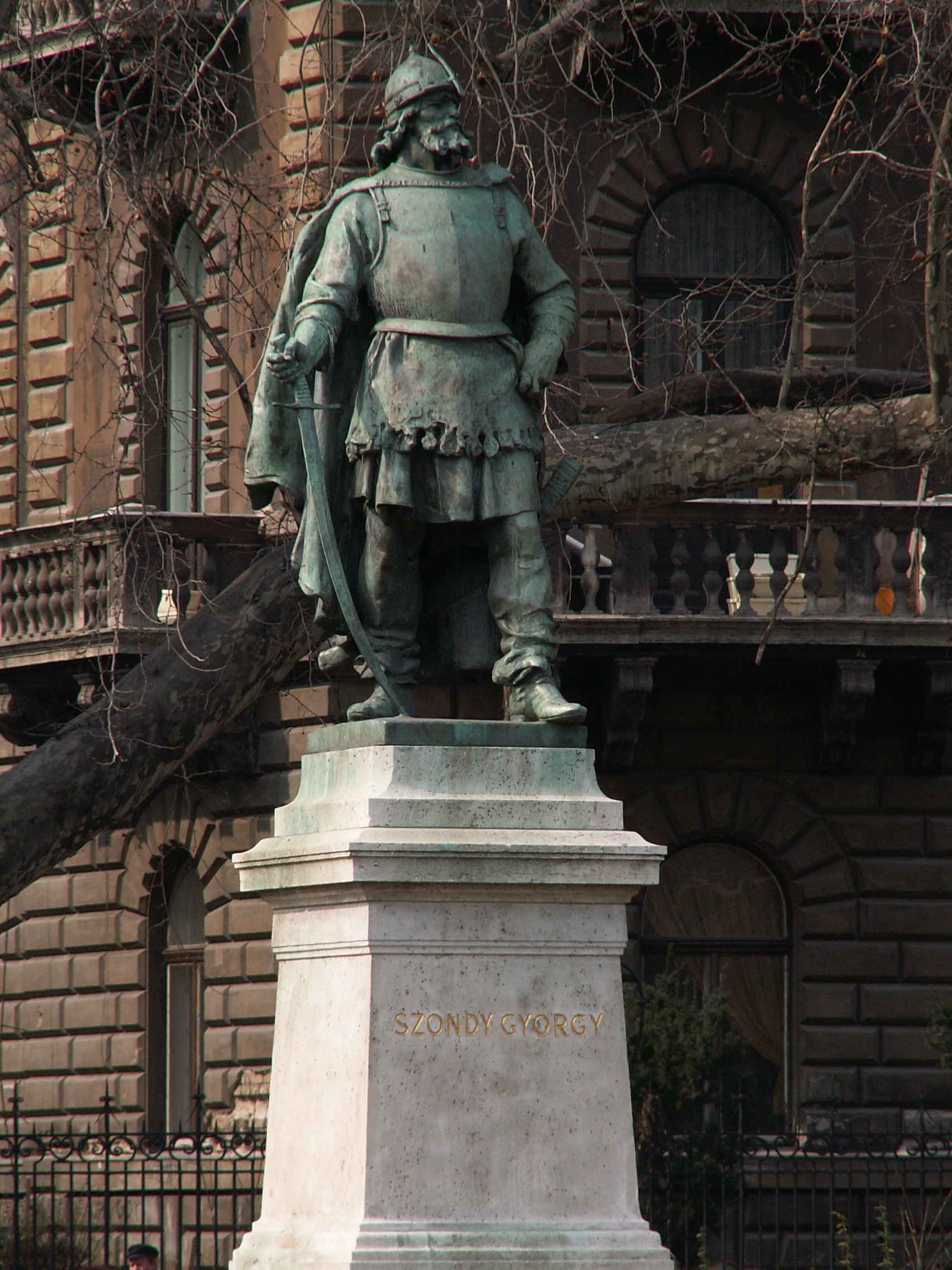
Szondy György (várkapitány) szobra (1955), Budapest, Kodály körönd

- 1955 Szondy György, (bronz, Budapest VI. ker., Kodály körönd)
- 1956 Súlydobó, alumínium, Békéscsaba, Építészeti Technikum
- 1957 Tyche, bronz, Szombathely, Savaria tér
- 1957 Relief, pirogránit, 1957, Gödöllő
- 1958 Fürdő után, alumínium, Keszthely
- 1959 Béke, bronz, Budapest IX. ker., Üllői úti lakótelep
- 1959 Joliot-Curie, bronz, Budapest XII. ker., Joliot Curie tér
- 1959 Furulyás lány, alumínium, Budapest I. ker., Lisznyai Utcai Általános Iskola
- 1960 Lenin (bronz, Komló, Lenin tér (1990 után lebontva)
- 1963 Múzsa (mészkő, Kaposvár, Csiky Gergely Színház
- 1963 Beethoven, bolgár kő, Budapest, Magyar Állami Operaház
- 1963 Mozart, bolgár kő, Budapest, Magyar Állami Operaház
- 1964 Bőség, mészkő, Hőgyész
- 1964 Kossuth Lajos, bronz portré, Debrecen, Tanácsháza
- 1964 Lenin, bronz, Gyula, Lenin tér (1990 után lebontva)
- 1964 Fekvő nő, mészkő, Vác, Liszt Ferenc sétány[7]
- 1965 Ferenczy István, portré, márvány, Budapest, Margit-sziget
- 1965 Fekvő férfi, bronz, Debrecen, Kossuth Lajos Tudományegyetem
- 1965 Atléta, bronz, Hódmezővásárhely, Sportstadion

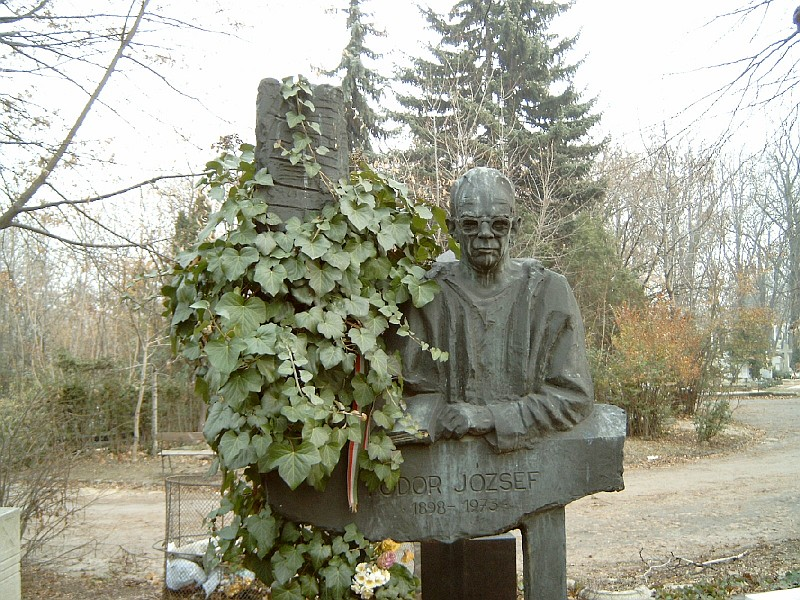
Fodor József sírja (1978) a Farkasréti temetőben

- 1966 Jobbágyfelszabadulási emlékmű, bronz, Siklós
- 1966 Napozó, bronz, Kaposvár, AKÖV-irodaház
- 1966 Kútfigura, alumínium, Mosonmagyaróvár
- 1967 Lenin, bronz portré, Salgótarján, Megyei Tanács – 1990 után lebontva
- 1967 Lenin, bronz portré, Székesfehérvár
- 1968 Lenin, bronz portré, Eger
- 1968 Lenin, bronz portré, Kiskőrös
- 1968 Lenin, bronz portré, Kunszentmárton
- 1968 Petőfi Sándor, bronz, Szalkszentmárton
- 1968 XX. század, bronz, Debrecen, a Magyar Gördülőcsapágy Művek épülete előtt
- 1968 Kubikusok, emlékmű, bronz, Szentes
- 1968 Olvasó nő, mészkő, Szigliget, Alkotóház
- 1969 Vay Ádám, portré, mészkő, Vaja
- 1969 Felszabadulási emlékmű, mészkő, Jászberény

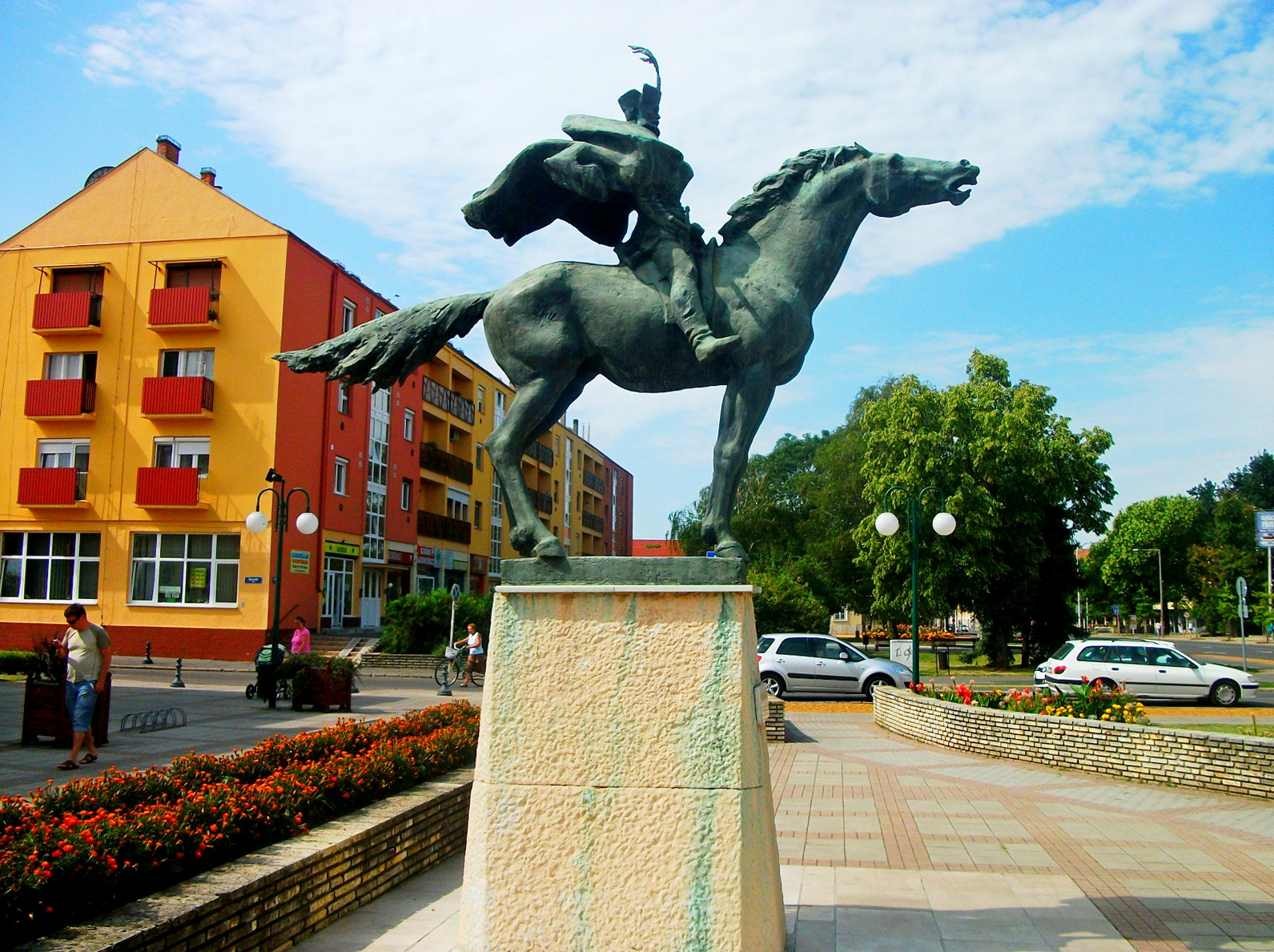
Bocskai-szobor (1972) Hajdúszoboszlón, a Hősök terén

- 1969 Bocskai, lovasszobor, bronz, Hajdúszoboszló
- 1969 Új termés, mészkő, Tyukod
- 1969 Lenin, bronz, Zalaegerszeg, Ifjúsági Park – 1990 után lebontva
- 1969 Torzó, márvány, Veszprém
- 1970 Niké, mészkő, Balatonszéplak, SZOT-üdülő
- 1970 Damjanich János, bronz, Nyíregyháza, laktanya
- 1970 Áchim András, mészkő portré, Békéscsaba
- 1971 Albrecht Dürer, dombormű, Gyula
- 1971 Lenin, márvány, Balatonfűzfő – 1990 után lebontva
- 1971 Kossuth, bronz, Sárospatak, Kollégium
- 1972 Petőfi, bronz mellszobor, Dömsöd
- 1972 Petőfi, bronz mellszobor, Mezőtúr
- 1972 Figurális rácskompozíció, mészkő, Tapolca, a bakonyi bauxitbánya székháza
- 1973 Dózsa György, bronz, mészkő, Mezőtúr
- 1973 Kútfigura, bronz, Kecskemét
- 1973 Radisics Jenő, márvány portré, Budapest
- 1973 Kölcsey Ferenc, emlékmű, bronz, Szatmárcseke
- 1974 Bauxitbányászat, mészkő, Tapolca
- 1974 Kölcsey Ferenc, portré, mészkő, Álmosd
- 1975 Bocskai, dombormű, bronz, Budapest, Hősök tere, Millenniumi Emlékmű

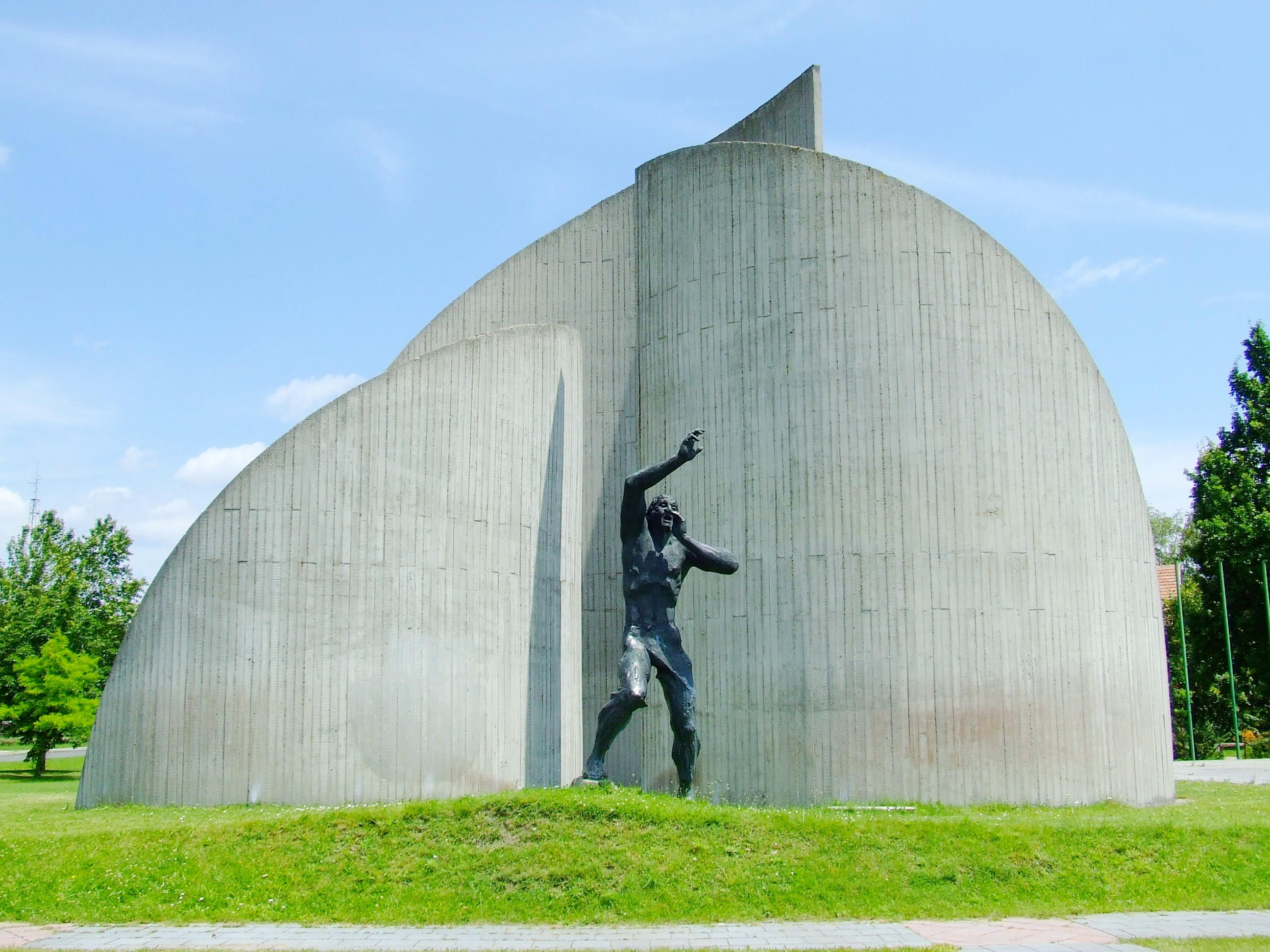
A Hírnök (1975) című szobor Kiskunhalason, Kerényi József építész Három tavasz alkotásával a hátterében

- 1975 Hírnök, bronz, beton, Kiskunhalas Kerényi Józseffel
- 1975 Ho Si Minh, emlékmű, bronz, vörösmárvány, Zalaegerszeg
- 1976 Kisfaludy Sándor emlékére, bronz, Hévíz
- 1976 A trombitás, mészkő, Szolnok, Rendőrkapitányság
- 1976 Merengő, bronz, Tatabánya, Kórház
- 1976 Hunyadi János, bronz dombormű, Hőgyész, Hunyadi János Általános Iskola
- 1977 Nagy bánat, carrarai márvány, Veszprém
- 1977 Petőfi, bronz mellszobor, Mezőtúr
- 1978 Boldog Jolánta, A Magyarok Nagyasszonya Kápolna, Róma
- 1978 Boldog Salome, A Magyarok Nagyasszonya Kápolna, Róma
- 1978 Boldog Magyar Mózes, A Magyarok Nagyasszonya Kápolna, Róma
- 1978 Toulousei Szent Lajos, A Magyarok Nagyasszonya Kápolna, Róma
- 1978 Kempelen Farkas, carrarai márvány, Budapest, Várszínház
- 1978 Kelemen László, carrarai márvány, Budapest, Várszínház
- 1978 Felszabadulási emlékmű, bronz, Ruzsa
- 1979 Történelmi allegória, mészkő, Veszprém, Kossuth Lajos u.
- 1979 Ruhát mosó nő, bronz, Kecskemét
- 1978 Fodor József, síremlék, bronz, Farkasréti temető
- 1978 Brezsnyev, bronz, Budapest, Szovjet Kultúra és Tudomány Háza, 1990 után ismeretlen helyen
- 1980 II. János Pál pápa címere, mészkő, 1980, Róma, Vatikán
- 1980 A Dunánál, József Attila, bronz, mészkő, Budapest V. kerülete, Kossuth Lajos tér
- 1980 Kossa István, bronz, Tapolca

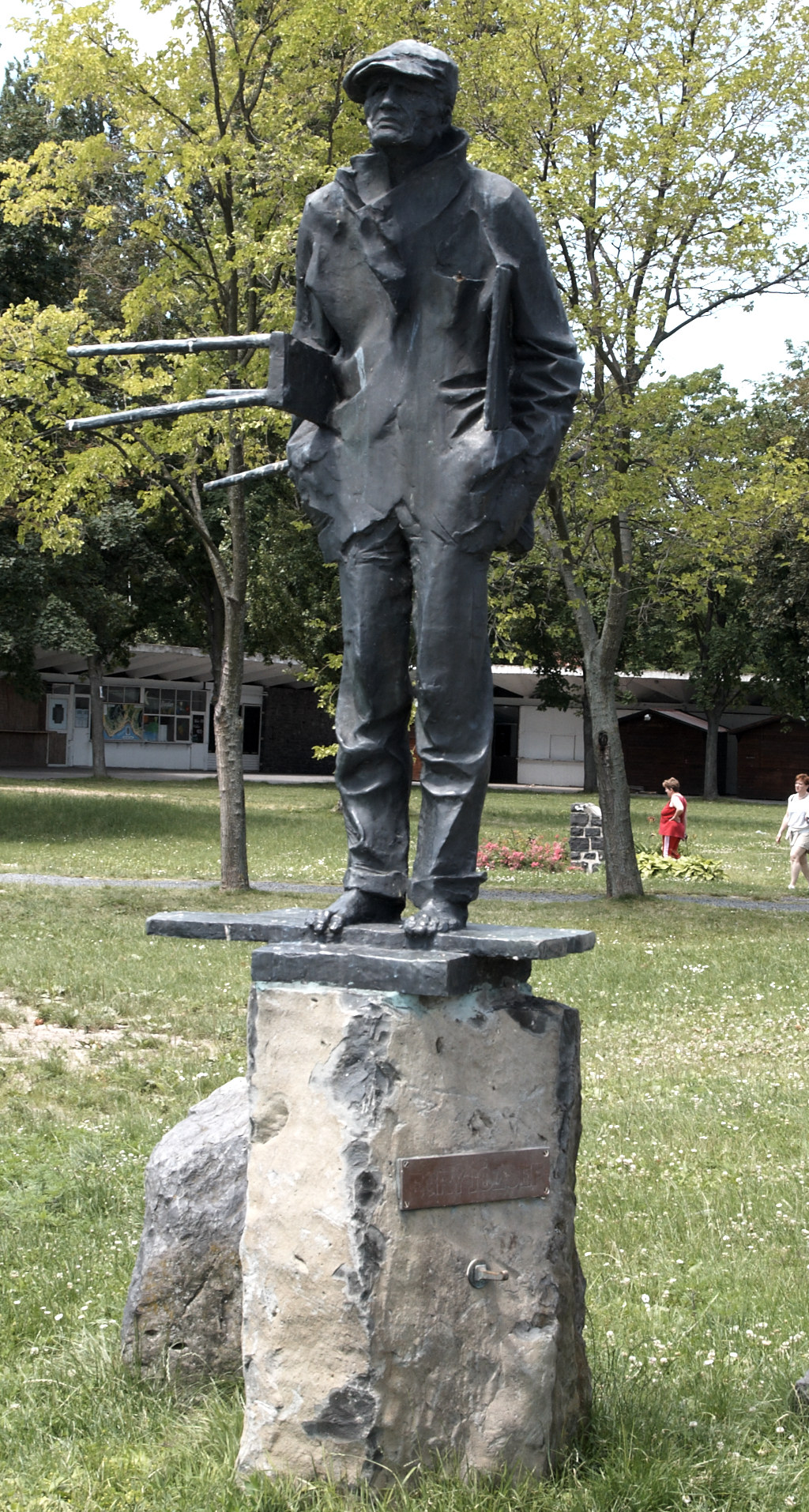
Egry Józsefről készült bronzszobra a badacsonyi kikötőben

- 1980 Egry József, bronz, Badacsony kikötője[m 1][8]

1980 Egry József, bronz, Budapest XI. kerülete, Egry József utca – Irinyi József utca
- 1981 Noszlopy Gáspár, emlékmű, bronz, Marcali
- 1982 Kodály Zoltán, bronz mellszobor, Békés
- 1982 Kodály, kő, bronz emléktábla, Badacsonytomaj
- 1982 Prohászka József, síremlék, kő, bronz, Kecskemét
- 1982 Liszt Ferenc, bronz mellszobor, Senlis [FR]
- 1983 Harangozó Gyula, emléktábla, kő, bronz, Budapest VI. ker., Liszt Ferenc tér
- 1983 Felszabadulási emlékmű, mészkő, bronz, Tyukod
- 1984 Üvegfúvók, bronz, Ajka
- 1984 Bányászok, bronz, Ajka
- 1984 Térdeplő, bronz, Veszprém
- 1984 Pécsi Sándor, bronz mellszobor, Sárospatak
- 1984 Kelen József, bronz mellszobor, Budapest
- 1985 Kilián György, bronz mellszobor, Pápa
- 1985 Erdei faun, bronz, Budapest VII. ker., Erzsébet krt.
- 1985 Liszt Ferenc, bronz, Budapest VI. ker., Liszt Ferenc tér
- 1985 Fasizmus áldozatai, bronz, Pápa
- 1985 Sztriptíz, bronz, Sárvár
- 1985 Heller László, bronz mellszobor, Budapest
- 1986 Népek barátsága, bronz, Halle
- 1987 Molnár Gábor, kő mellszobor, Ajka
- 1987 Locsi-pocsi, bronz kútfigura-együttes, Vasszécsény

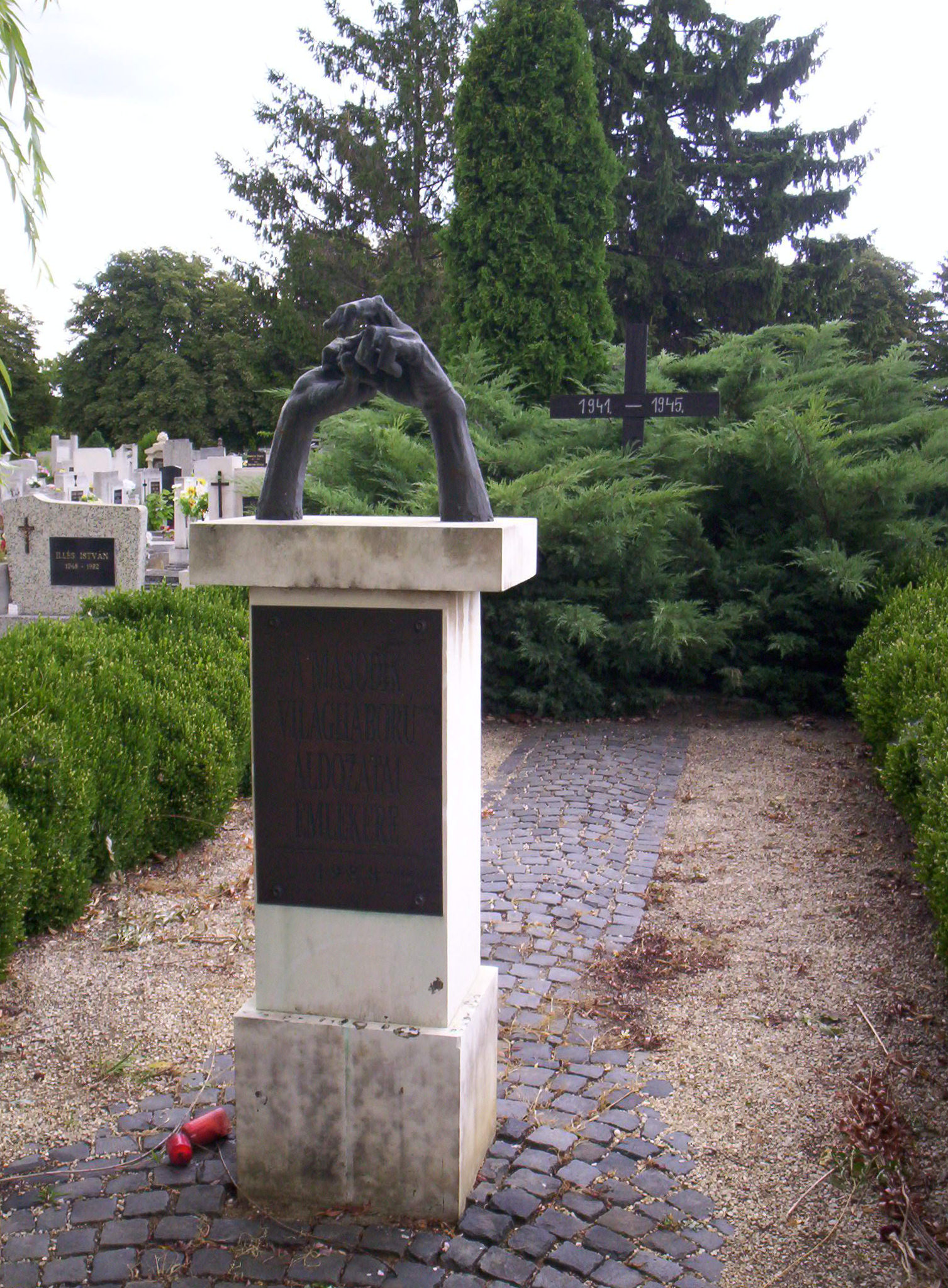
II. világháborús emlékmű (1988), Alsóvárosi temető, Pápa

- 1988 Vándor Petőfi, bronz, Veszprém, Színház
- 1988 Múltunk, bronz, Tapolca
- 1988 Türr István, kő, bronz emléktábla, Pápa
- 1988 Szakasits Árpád, bronz portré, Budapest, 1992 Budatétényi Szoborparkban
- 1988 Bartók Béla, bronz mellszobor, Pápa
- 1988 Pásztorfiú, bronz, Tapolca
- 1988 Pletyka, vörös márvány, 1988, Budapest XV. ker., Kossuth u.
- 1988 Kossuth, bronz mellszobor, 1988, Havanna
- 1989 Pásztorfiú, bronz, Celldömölk
- 1989 Forgó László, bronz mellszobor, Budapest
- 1990 Bárdos Lajos, bronz emléktábla, Tapolca
- 1990 Batsányi János, bronz emléktábla, Tapolca, Városi Múzeum

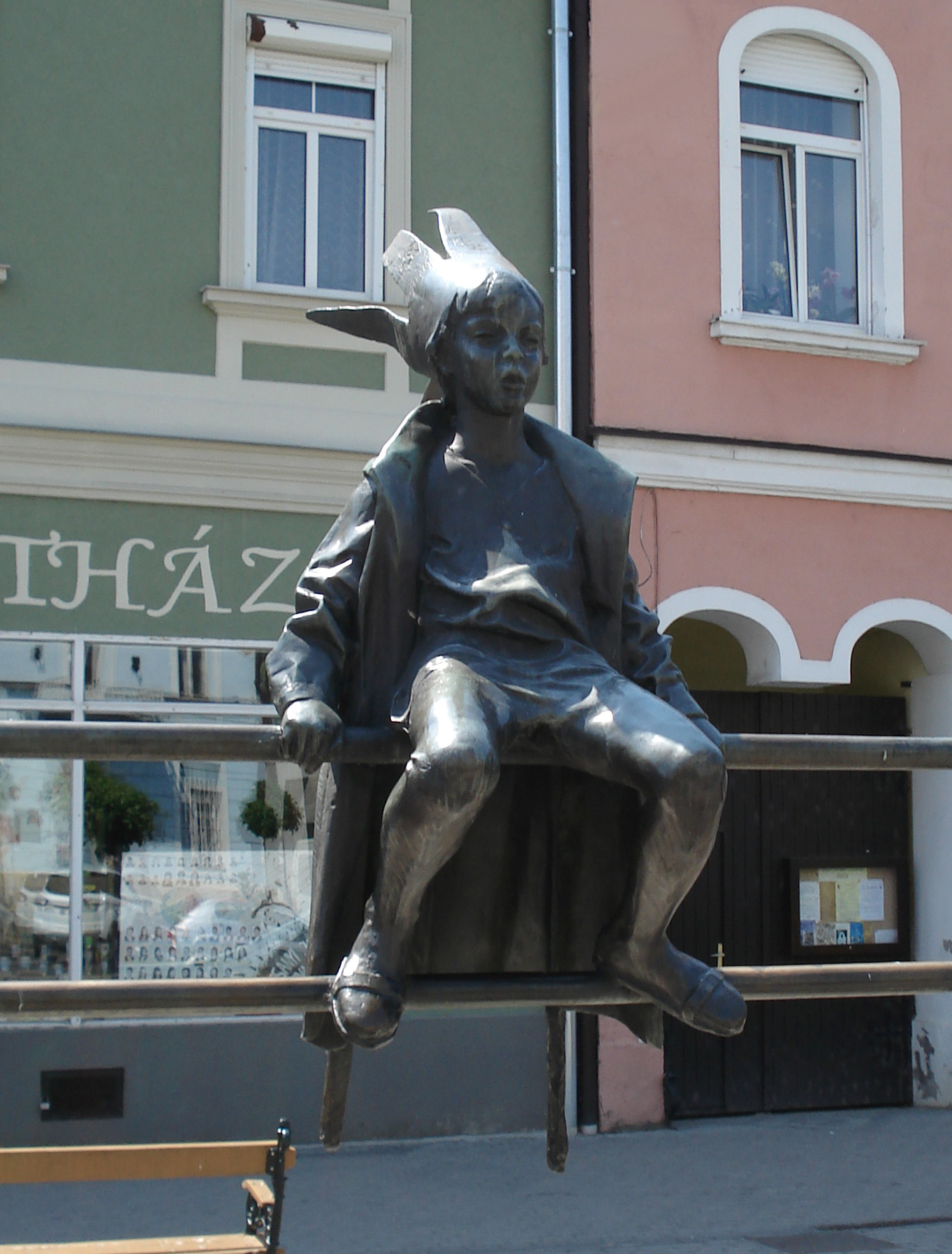
A tapolcai Kiskirálylány

- 1990 Kiskirálylány, bronz, Budapest, Vigadó tér, Dunakorzó[12]

- 1990 Kiskirálylány, bronz, Tapolca
- 1990 Padányi Biró Márton, bronz mellszobor, Sümeg
- 1990 Vetési Albert, bronz dombormű, Sümeg
- 1990 Szomorú történelmünk, bronz, kő, Tapolca
- 1990 Második világháborús emlékmű, kő, Sümeg
- 1991 Maulbertsch, bronz, Sümeg
- 1991 Maulbertsch, bronz, Langenargen])
- 1992 Fortuna, bronz, Budapest
- 1992 Évszakok, bronz, kő, Budapest, Pesterzsébet
- 1993 Herman Gmeiner, bronz portré, Battonya, SOS Gyermekfalu
- 1994 Nepomuki Szent János, kő, Budapest, Szent János Kórház
- 1994 Ecce homo (bronz), Hévíz
- 1994 Cziffra György (zongoraművész), (bronz), La Chaisedeu
- 1996 Nagy Imre, bronz mellszobor, Hévíz
- 1996 Kodály Zoltán, bronz mellszobor, Hévíz
- 1996 Peter Munk, bronz, Toronto
- 1996 Melanie Munk, márvány, Toronto
- 1996 Andrew Sarlós, bronz, Toronto, Szívkórház
- 1996 Lord Rothermere, bronz, London

- 1997 Apor Vilmos, emlékmű, bronz, Budapest XII. ker., Apor Vilmos tér
- 1997 Szent Márton, süttői mészkő, Pannonhalma
- 1998 Görgey Artúr, bronz, ifj. Vastagh György szobrának rekonstrukciója, Budai Várnegyed, Fehérvári Rondella
- 1998 Nymphadíszkút, márvány, Hévíz
- 1999 O'sváth László, bronz, Csenger
- 1999 Négy Évszak, bronz, kő, Tapolca
- 2000 Gróf Esterházy Károly, bronz, Pápa (Lásd: Esterházy Károly szobra (Pápa))

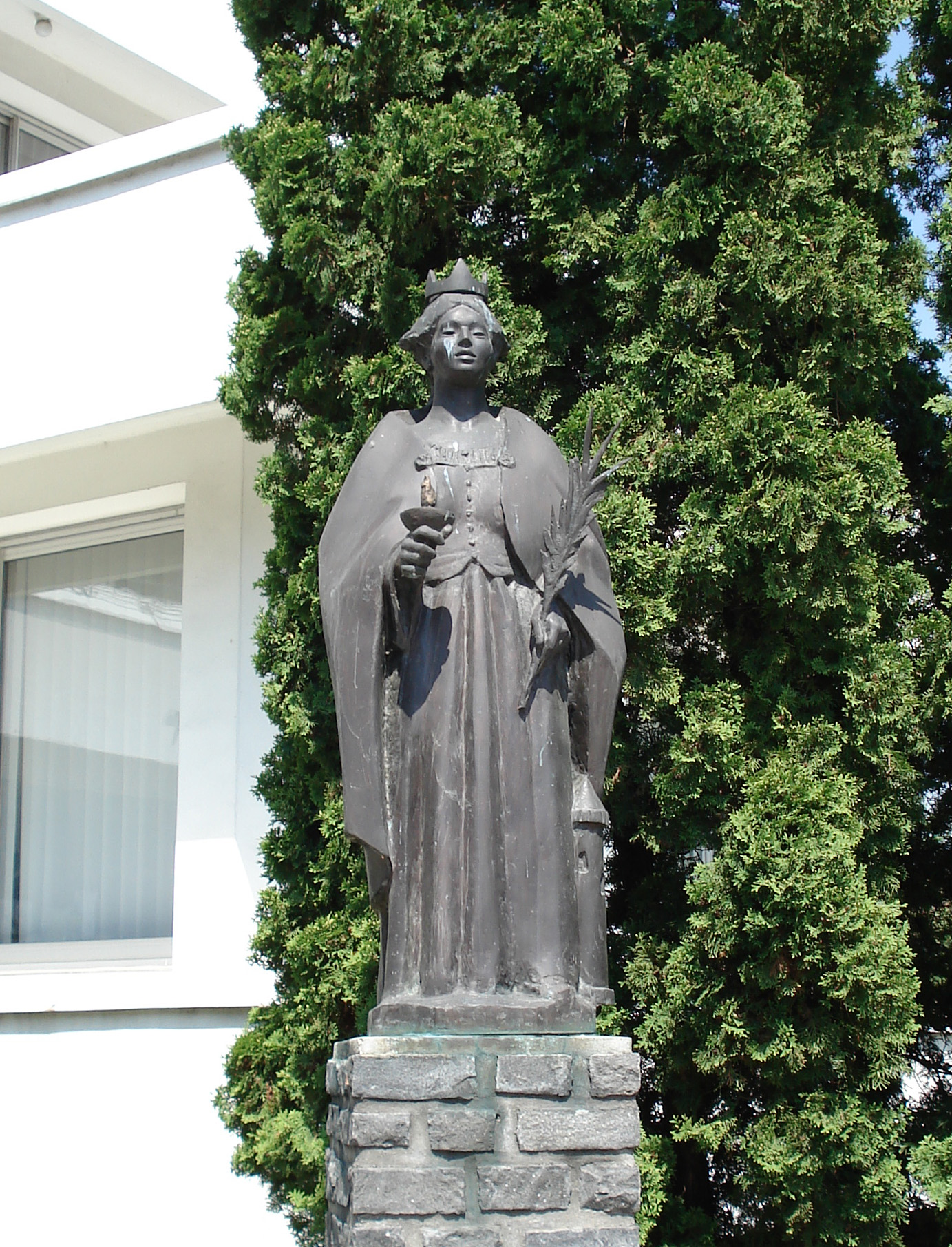
Szent Borbála, a bányászok védőszentje (2000), Tapolca, Kisfaludy utca

- 2000 Szent Borbála, Tapolca, Művelődési ház
- 2001 Cantata profana-díszkút Bartók emlékére, A kilenc csodaszarvas, bronz, Budapest XII. kerülete, Királyhágó tér
- 2002 Antall József portrészobra, Zágráb, Antall József sétány; Mózes és II. Richárd szobrok a budapesti Nemzeti Színház bejárati sétányának két oldalán; 14 színész portré a budapesti Nemzeti Színház kétoldali árkádjában.
- 2003 Deák Ferenc, bronz, Hévíz
- 2008 Széchenyi István, bronz, Hévíz
- 2008 Babits Mihály, bronz, Budapest I. kerület, Vérmező
- 2010 Fadrusz János, bronz, Budapest I. kerület, Naphegy (a művész adományaként posztumusz felállítva)

### Művei közgyűjteményekben (válogatás)
- Bartók Emlékmúzeum (Budapest)
- Damjanich János Múzeum (Szolnok)
- Fővárosi Képtár
- Göcseji Múzeum (Zalaegerszeg)
- Herman Ottó Múzeum (Miskolc)
- Keresztény Múzeum (Esztergom)
- Magyar Nemzeti Galéria (Budapest)
- Magyar Nemzeti Múzeum (Budapest)
- Petőfi Irodalmi Múzeum (Budapest)
- Sárospataki Képtár
- Szombathelyi Képtár

## Díjai, kitüntetései (válogatás)
- 1949 Budapest VIT-díja

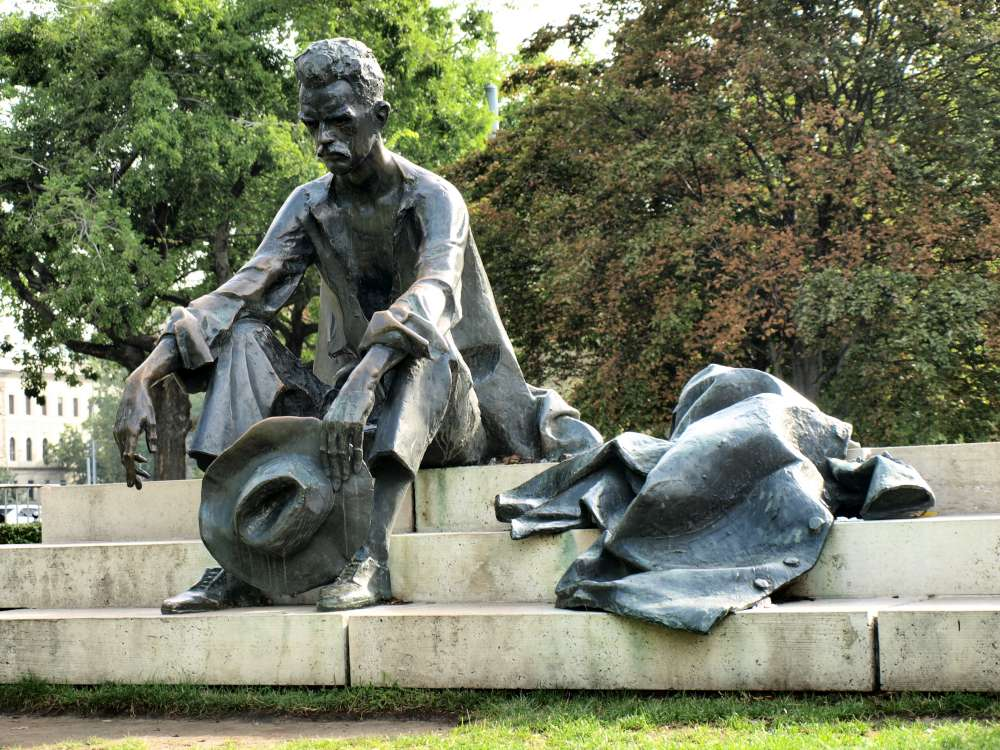
A Dunánál (1980) József Attila bronzszobra

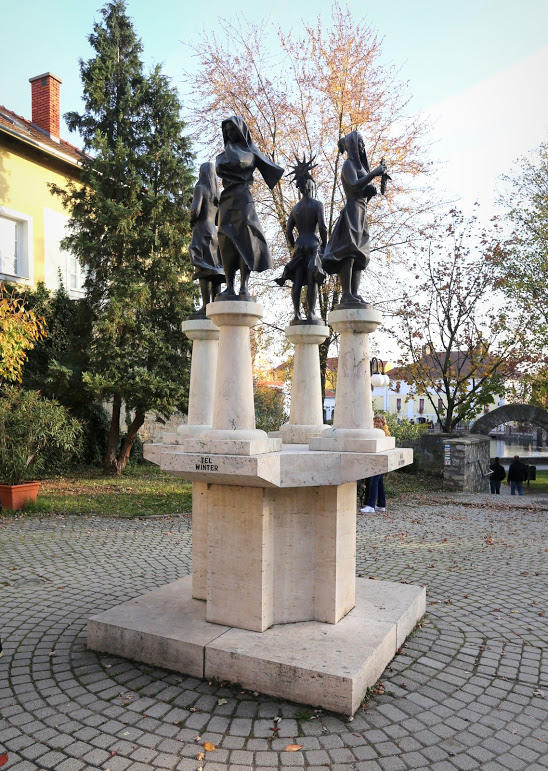
Négy évszak szobor Tapolcán, a Malomtónál

- 1952 Munkácsy Mihály-díjat kapott Veronika című portréjáért
- 1952 Magyar–Szovjet Baráti Társaság I. díja
- 1953 Munkácsy Mihály-díjjal jutalmazták Táncsics szobráért
- 1956 Munkácsy-díj Szondi című szobráért és portréiért
- 1970 Csányi László-emlékplakett, Zalaegerszeg
- 1972 Első díjat nyert a Dózsa pályázaton
- 1973 Érdemes művész
- 1975 Kiskunhalas városi tanácsának elismerő oklevele Hírnök című emlékművéért
- 1977 A Kulturális Minisztérium nívódíja Zalaegerszegen felállított Ho-Shi Minh-emlékműért
- 1977 Nívódíj Három tavasz című szobráért, Kiskunhalas
- 1977 Mezőtúr kitüntető jelvényének arany fokozata a Dózsa emlékművért, Mezőtúr városáért
- 1977 Álmosd község nívódíja Kölcsey Ferenc mellszobráért
- 1977 A Kulturális Minisztérium nívódíja köztéri kompozícióiért
- 1978 A 600 éves Mezőtúr Pro Urbe emlékplakettje
- 1980 Kiváló művész
- 1981 A Fővárosi tanács Pro Arte díja A Dunánál című alkotásáért
- 1981 A Kulturális Minisztérium nívódíja a római Vatikáni Magyar Kápolna négy domborművéért
- 1982 A Művelődési Minisztérium nívódíja a Történelmi allegóriáért
- 1983 BM- különdíj a Budapesti Hadtörténeti Múzeum kiállításán
- 1983 Békéstarhos emlékplakettje a zenei hetek alkalmából
- 1985 A Magyar Honvédelmi Szövetség pályázatának I. díja

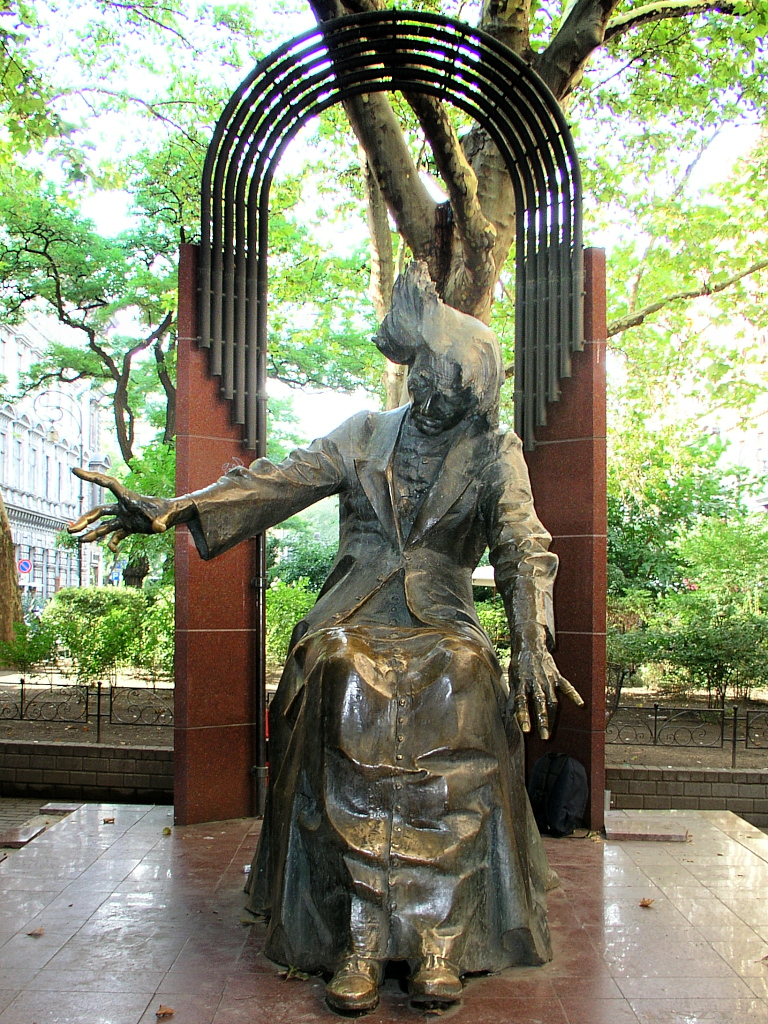
Liszt Ferenc-szobor (1986), építészeti hátterét Finta József építész és ifjabb Szlávics László iparművész tervezték

- 1986 A Művelődési Minisztérium Liszt emlékplakettje a Liszt Ferenc emlékművéért
- 1989 A Veszprém megyei Tanács művészeti díjának arany fokozata
- 1989 Jose Marti-emlékéremmel jutalmazták Havannában az elhelyezett Kossuth szobráért
- 1989 A XI. Ajkai tárlat díja
- 1989 Bárdos Lajos emlékplakett, Tapolca
- 1990 Batsányi János emlékplakett, Tapolca
- 1992 Pro Cultura ezüstérem, Hévíz
- 1992 Festetics György emlékérem, Hévíz
- 1994 Pro Cultura, Hévíz, Kossuth emlékév alkalmából emléklapot kapott, Hévíz
- 1994 Tapolca díszpolgára
- 1995 A Magyar Köztársasági Érdemrend tisztikeresztje
- 1995 Pro Comitatu, és emlékplakett, Veszprém
- 1996 Hévíz díszpolgára
- 1997 Hévíz város aranykönyvébe mint díszpolgárt bejegyezték
- 1999 A hévízi Városháza és Szentlélek-templom avatása alkalmával aranyplakettel jutalmazta Hévíz városa
- 2000 Tokió Főváros Kormányzatától a Kiskirálylány szobráért – amelyet a két ország közti kulturális kapcsolatok gyöngyszemének tekintenek – elismerő oklevelet kap
- 2003 Kossuth-díj, a több mint félévszázados – különösen a monumentális szobrászatban kiteljesedett – nemzetközileg is számon tartott művészi pályafutása elismeréseként
- 2003 Kós Károly-díj
- 2005 Budavári Önkormányzat Budavárért emlékéremmel jutalmazza
- 2008 Budapest díszpolgára[13]